# The Daily Dot
The Daily Dot es una compañía de medios digitales que cubre la cultura y la vida en Internet en la web. Fundado por Nicholas White en 2011, The Daily Dot tiene su sede en Austin, Texas, con oficinas en la ciudad de Nueva York y San Francisco. Tenía un personal de 76 empleados a tiempo completo, además de 222 colaboradores independientes a principios de 2016 antes de despedir al 40% de su personal total en septiembre de 2016.
Autodescrito como el «periódico local» de Internet, The Daily Dot publica aproximadamente 50-70 artículos por día. Cuenta con una serie de secciones dedicadas a problemas específicos de Internet que van desde la intersección del estado y la web hasta «Geek», que se centra en el fandom basado en Internet.
En 2014, The Daily Dot adquirió The Kernel, una edición dominical semanal que presenta un editorial de gran formato basado en un tema único, que provocó la renuncia del fundador y editor en jefe de The Kernel, Milo Yiannopoulos.